# Per Johan Persson
Per Johan Persson (i riksdagen kallad Persson i Tofta), född 6 augusti 1867 i Lindbergs socken, död där 3 maj 1941, var en svensk lantbrukare och politiker (liberal). Son till riksdagsmannen Anders Persson i Tofta.
Per Johan Persson, som kom från en bondesläkt, var lantbrukare i Tofta i Lindbergs socken, där han också var kommunalstämmans ordförande 1909. Han var också aktiv i den lokala bonderörelsen.
Han var riksdagsledamot i andra kammaren för Hallands läns valkrets från 1912 till nyvalet 1914, samt från 1915 till 1921. Som kandidat för Frisinnade landsföreningen tillhörde han dess riksdagsparti Liberala samlingspartiet. I riksdagen satt han bland annat i konstitutionsutskottet som suppleant vid de lagtima riksmötena 1918–1920 samt ledamot vid det urtima riksmötet 1918. Han var inte minst engagerad i skattefrågor och mot missförhållanden vid handel eller utarrendering av jordbruksmark.